# Varmbadhuset, Trollhättan
Varmbadhuset är en byggnad vid Magasinsgatan i Trollhättan, som uppfördes 1909 av Trollhättans kommun som samhällets varmbadhus. Det ersatte ett äldre badhus, som låg vid Göta älv. Kommunala vatten- och avloppsledningar togs i bruk 1908, vilket gjorde att badhuset kunde placeras mer centralt.
Byggnaden ritades av Ola Anderson i nationalromantisk stil. Det har drag av medeltida tegelarkitektur med stora, släta murytor med fält av ljus puts.
Badverksamheten lades ned i samband med att bad- och idrottsanläggningen Arena Älvhögsborg blev klar 1968, och därefter inrymde byggnaden Trollhättans  museum under ett flertal år. Byggnaden har också senare inrymt ungdomsmusikträffpunkten "M15". År 2014–2015 genomfördes en omfattande renovering för en konvertering till kontor för Trollhättans stads omsorgsförvaltning.